# Exoprosopa flexuosus
Exoprosopa flexuosus är en tvåvingeart som beskrevs av Tarun Kumar Pal 1991. Exoprosopa flexuosus ingår i släktet Exoprosopa och familjen svävflugor.
Artens utbredningsområde är Pakistan. Inga underarter finns listade i Catalogue of Life.